# ミヤマインコ
ミヤマインコ (Leptosittaca branickii) は、鳥綱インコ目（オウム目）ヨウム科ミヤマインコ属に分類される鳥類。本種のみでミヤマインコ属を構成する。

## 分布
エクアドル、コロンビア、ペルー

## 形態
全長34 - 35センチメートル。眼先は橙色。上嘴の基部から眼下部・後頸にかけて、黄色い筋模様が入る。胸部にはオレンジ色や黄色の斑紋が入る。尾羽下面の色彩は赤い。翼下面の色彩は黄色がかる。
眼の周囲には羽毛が無く、白い皮膚が裸出する。虹彩は橙色。嘴の色彩は、黄みを帯びた灰白色。後肢の色彩は灰色。

## 生態
主に標高2,400 - 3,400メートルにある雲霧林や森林限界付近の低木林に生息する。食物を求めて放浪すると考えられている。地域によっては夜間に標高の低い場所へ移動する個体群もいる。20羽以下の群れを形成して生活する。
果実、種子などを食べる。
繁殖様式は卵生。ヤシの枯れ木にある樹洞を巣にした例がある。

## 人間との関係
建材目的の森林伐採や過放牧による生息地の破壊、狩猟、害鳥としての駆除などにより生息数は減少している。1981年にインコ目単位でワシントン条約附属書IIに掲載された。